# 蛸島駅
蛸島駅（たこじまえき）は、かつて石川県珠洲市正院町にあった、のと鉄道能登線の駅で同線の終着駅である。2005年（平成17年）、能登線の廃止に伴い廃駅となった。

## 概要
JR時代は駅員が配置されていたが、のと鉄道への転換以来無人駅となっていた。また出札窓口が残っており、鉄道グッズが販売されていた。
のと鉄道への転換後、当駅以東（鉢ヶ崎海岸）への延伸が検討されたこともあるが、実現することはなかった（のと鉄道能登線#延長構想の頓挫参照）。
夜間留置は設定されていなかった。

## 歴史
- 1964年（昭和39年）9月21日：日本国有鉄道（国鉄）能登線の松波駅 - 当駅間の開業に伴い[2][4]、駅開業[1][5]。旅客営業のみ[6]（業務委託駅）。
- 1987年（昭和62年）4月1日：国鉄分割民営化に伴い、西日本旅客鉄道（JR西日本）の駅となる[4]。
- 1988年（昭和63年）3月25日：のと鉄道への転換に伴い、同社の能登線の駅となる[4][5]。同時に無人駅化。
- 2005年（平成17年）4月1日：廃止[3][5]。

## 駅構造
単式ホーム1面1線のみを持つ地上駅で、線路は当駅から先数メートルほど伸びて終わっていた。線路の末端にあった車止めは廃止後撤去され、現在は穴水駅構内で使用されている。現在の車止めは、「奥能登国際芸術祭2017」（後述）で再設置されたものである。小さなコンクリート造りの駅舎は、珠洲市正院町にあったが、ホームは正院町と蛸島町にまたがっていた。

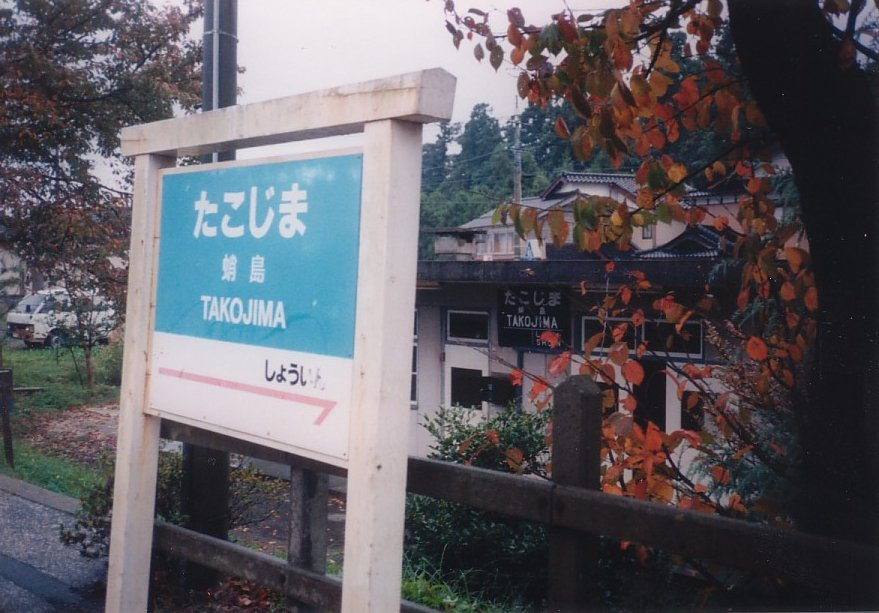
駅名標（1996年11月、奥に駅舎が見える）
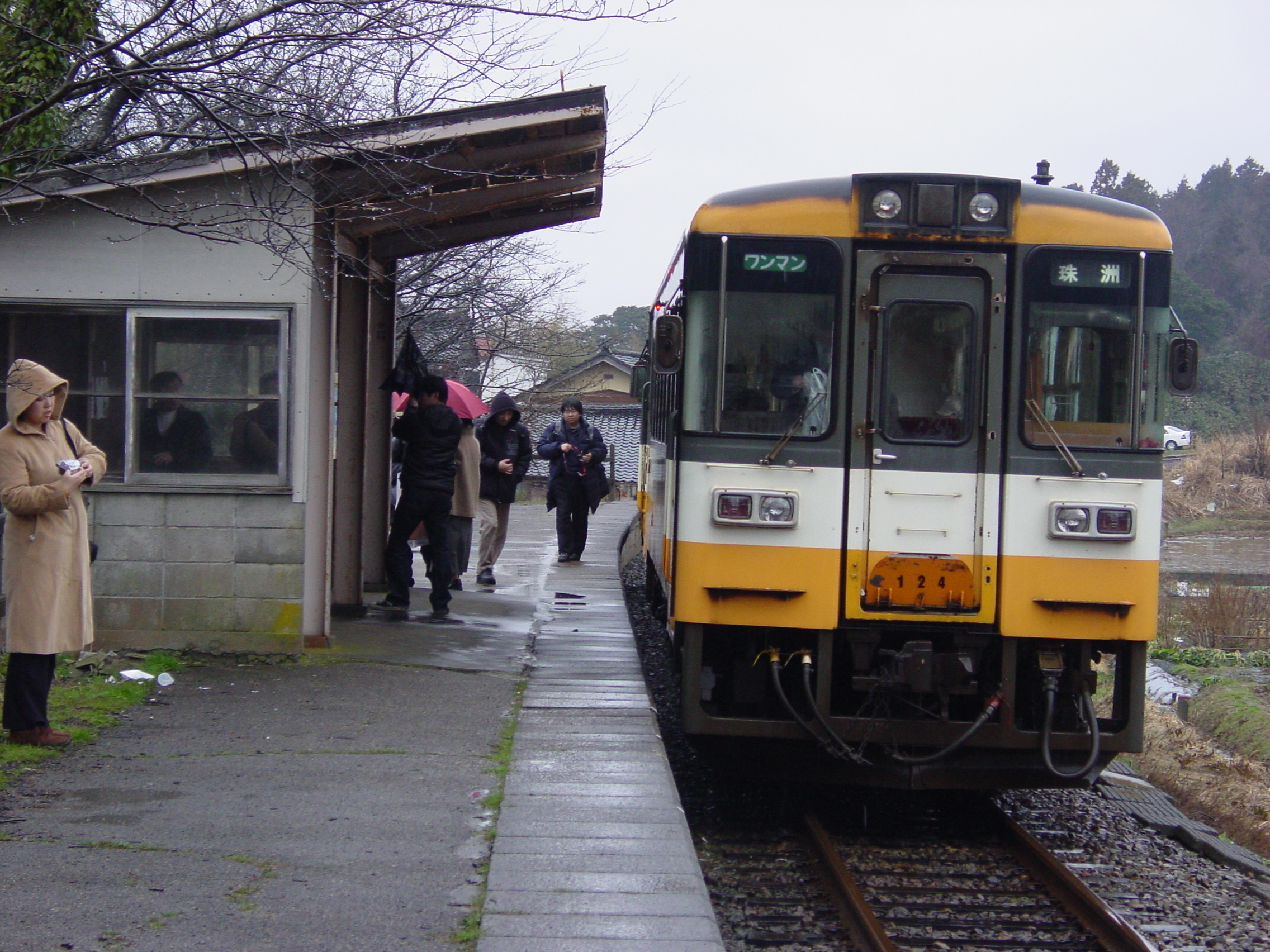
営業最末期のころ（2005年2月）

## 利用状況
廃止前の1日平均乗車人員は以下の通り。
1988年以降は無人化されたため、データはない。
| 年度               | 1日平均 乗車人員 | 備考             |
| ------------------ | ---------------- | ---------------- |
| 1975年（昭和50年） | 299              | [ 石川県統計 1 ] |
| 1980年（昭和55年） | 213              | [ 石川県統計 2 ] |
| 1985年（昭和60年） | 171              | [ 石川県統計 3 ] |
| 1986年（昭和61年） | 161              | [ 石川県統計 4 ] |

## 駅周辺

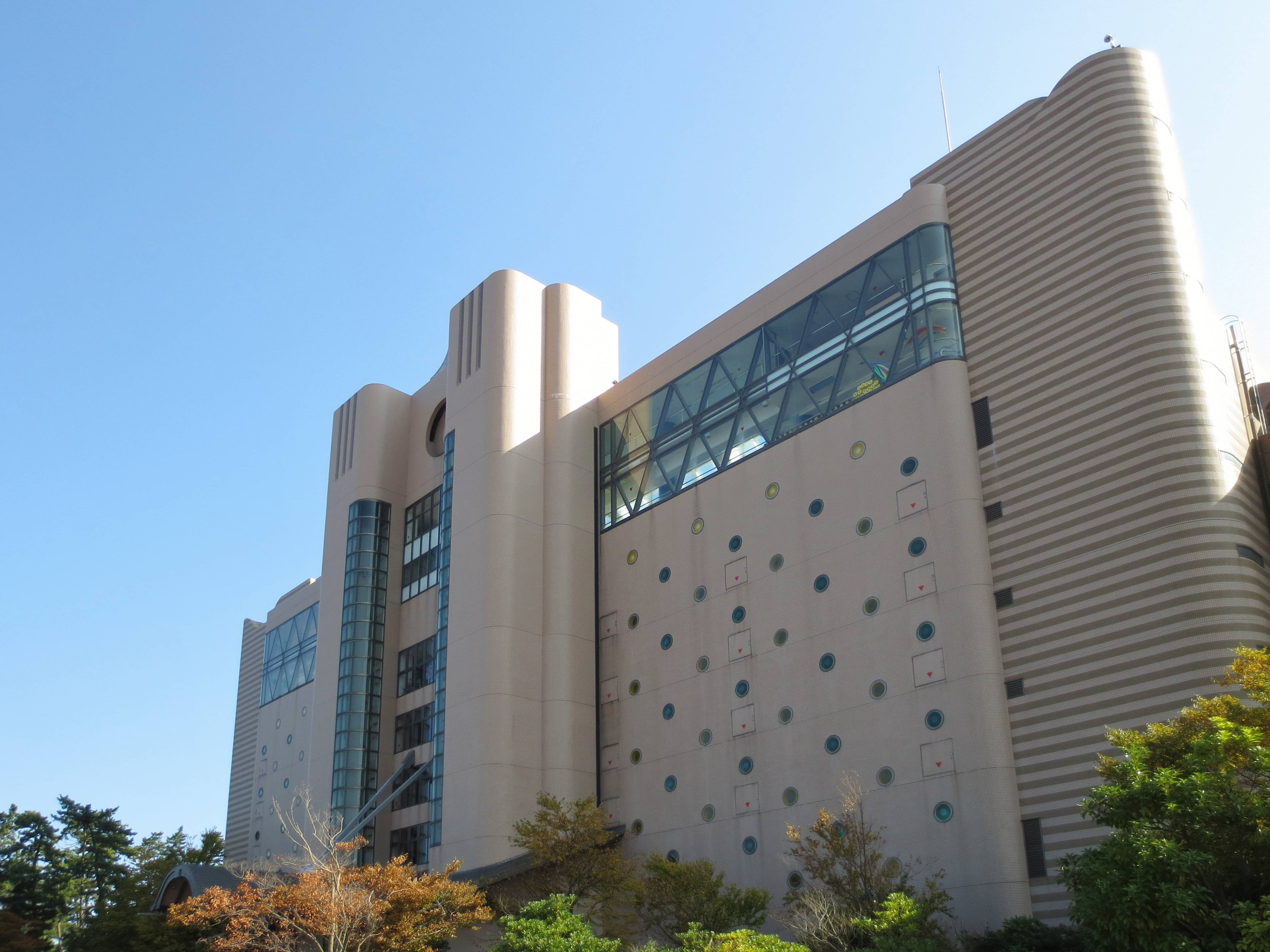
珠洲ビーチホテル

- 蛸島郵便局
- 珠洲市立蛸島小学校
- 珠洲ビーチホテル

## 廃止後
現在、駅舎はNPO法人「のとレールエア21」が管理しており、内部が一般公開されることがある。NT100形気動車は、白山市で会社員をしていた男性が購入し、駅から200メートルほど西側の築堤上に設置された「新蛸島駅」に保存され、廃止後も試運転が行われていた。この車両は、蛸島駅西側に新しい道路が建設されたことにより線路が分断されたため、新蛸島駅に移設されたものである。その後、男性は珠洲市議会に進出したため、管理されなくなり、放置状態となっていた。2023年に再塗装が実施されている。
2017年（平成29年）9月から10月にかけて開催された「奥能登国際芸術祭2017」で、アート作品の展示に使われた。ドイツのトビアス・レーベルガー（英語版）は廃線の線路を使用した作品「Something Else is Possible/なにか他にできる」、インドネシアのエコ・ヌグロホは旧駅舎を使用した作品「Bookmark of dried flowers」をそれぞれ出展した。また2021年（令和3年）9月4日から11月5日（当初は10月24日まで開催予定であったが、石川県が新型コロナウイルス感染症のまん延防止等重点措置の対象地域に含まれたため会期を延長）まで開催された「奥能登国際芸術祭2020+」でも、旧蛸島駅がアート作品の展示会場として使用された（前回と同じくトビアス・レーベルガーが出展）。

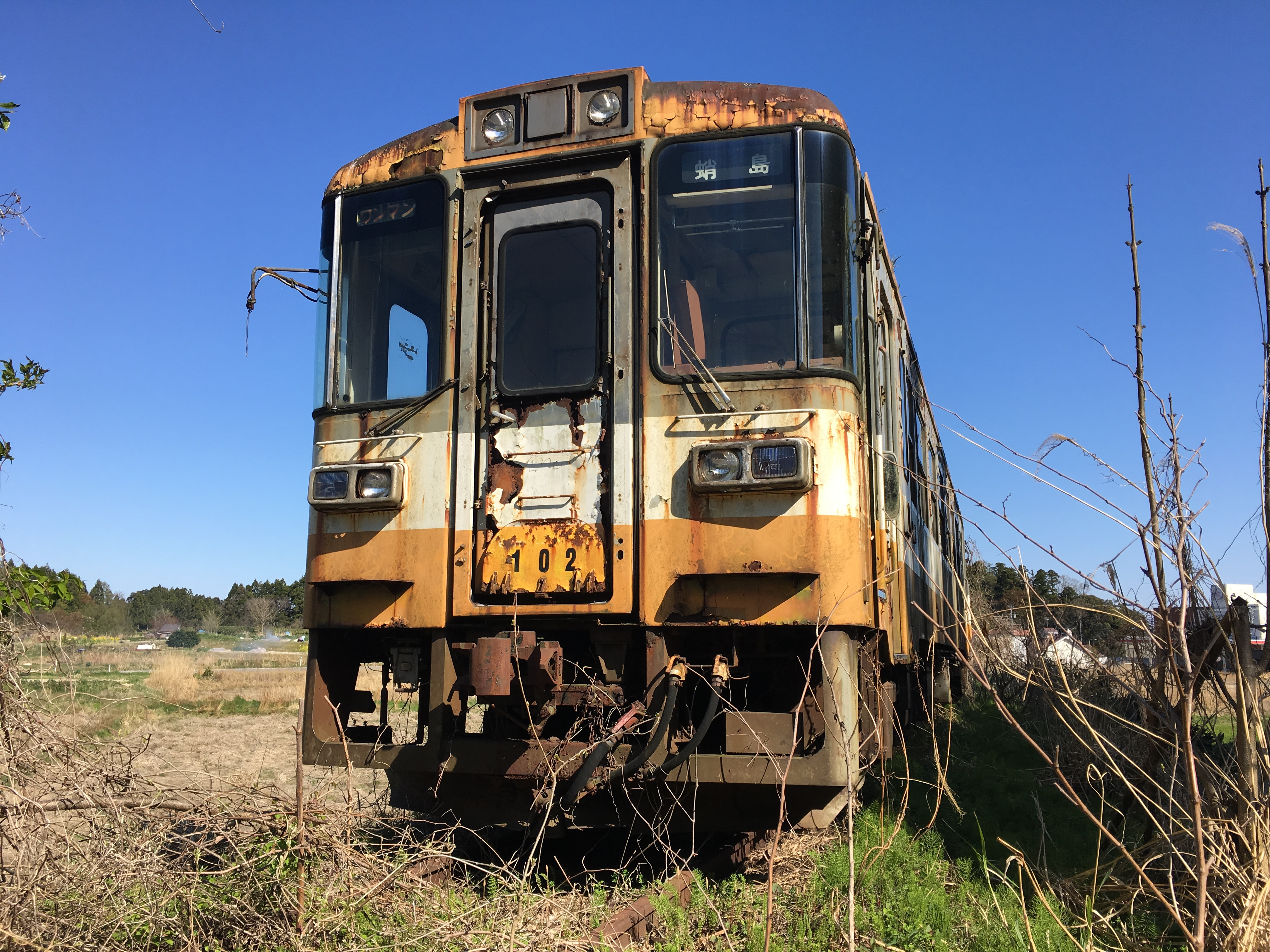
放置される車両（2017年4月）
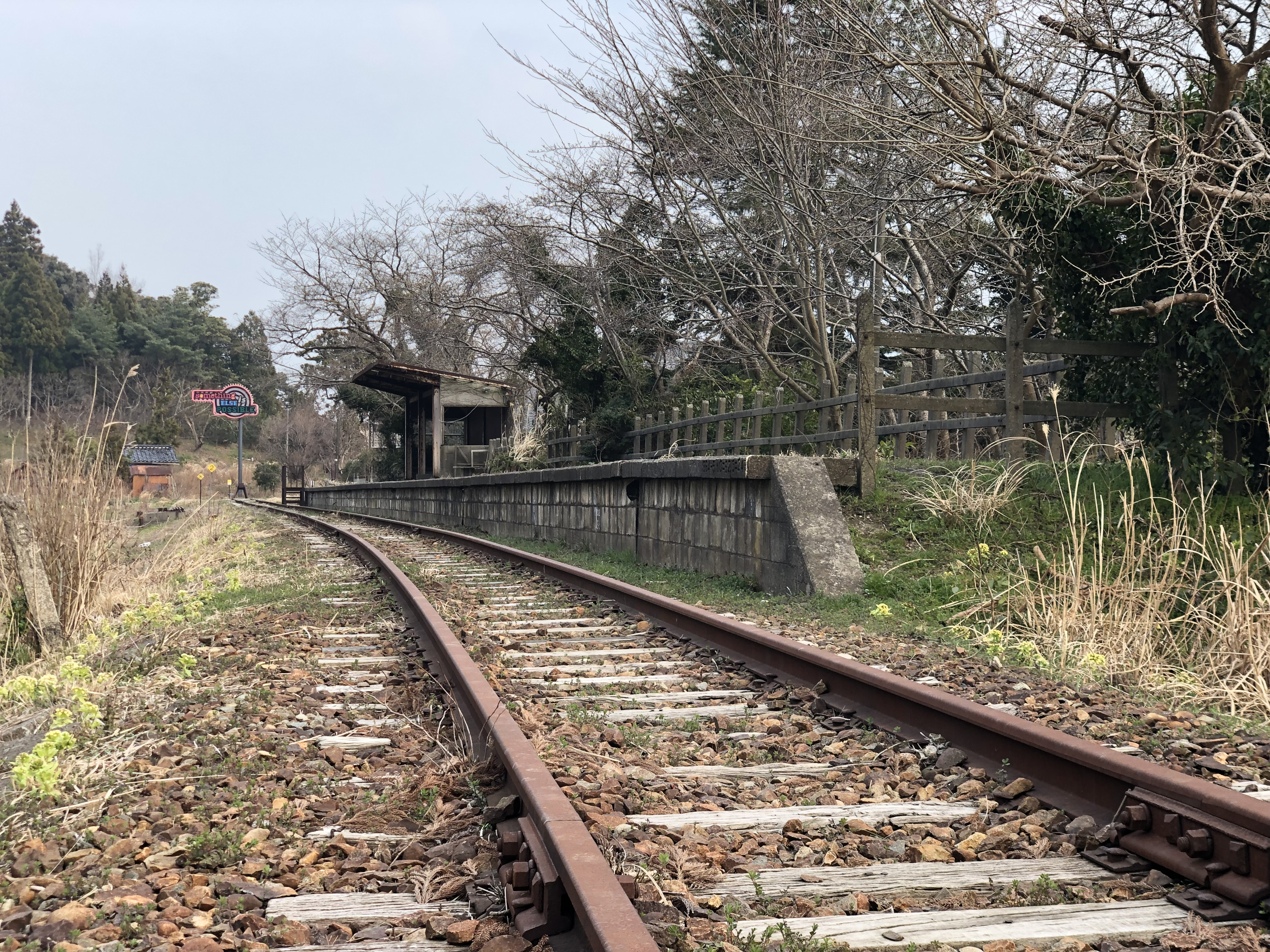
ホーム（2019年3月(奥能登国際芸術祭の開催後)）
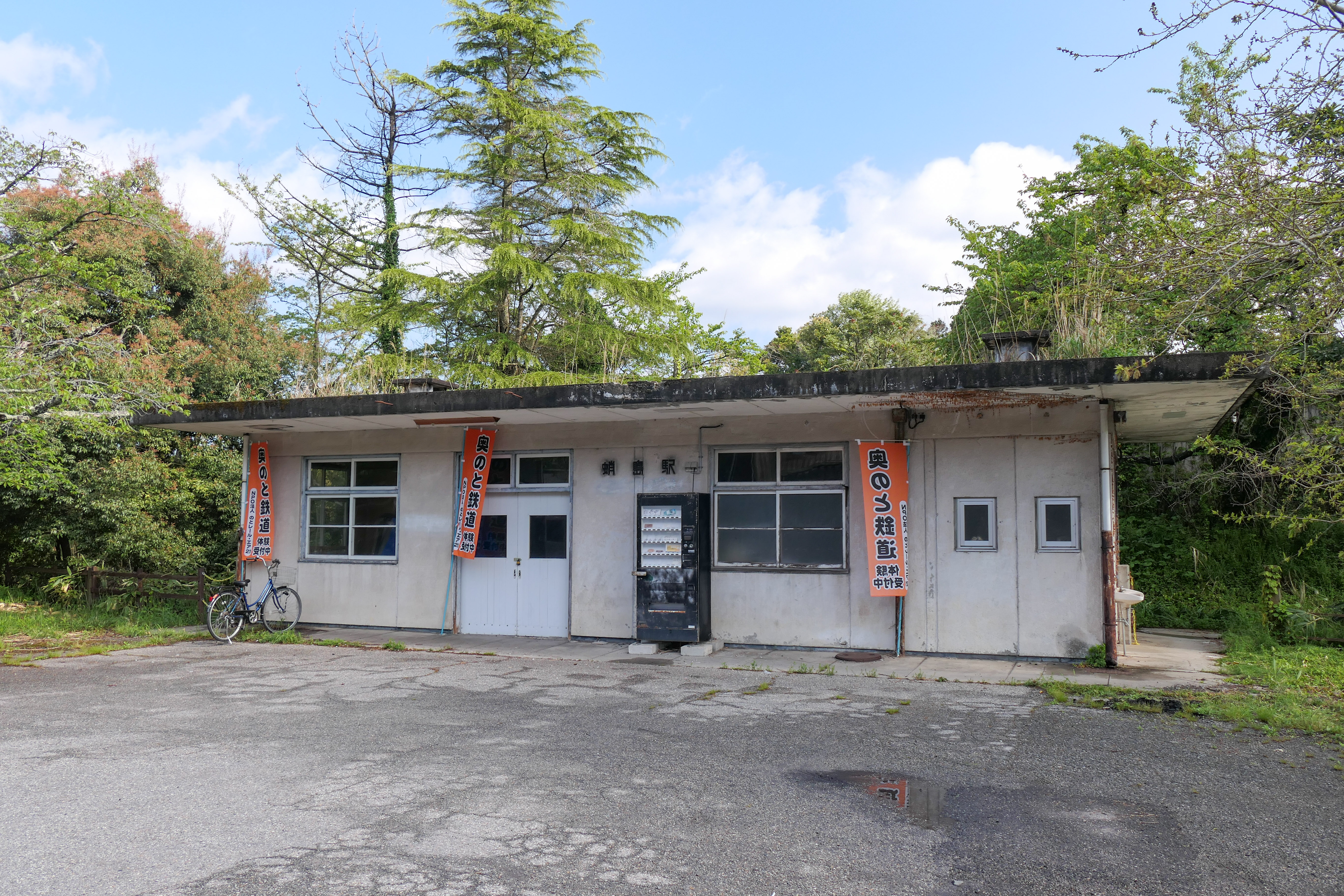
駅舎（2022年5月）

## 隣の駅
のと鉄道
能登線
正院駅 - 蛸島駅

#### 本文
1. 1 2 3 4 5  安田・松本 2017, p. 52.
2. 1 2 3  寺田 2013, p. 246.
3. 1 2 3  朝日 2011, p. 27.
4. 1 2 3  朝日 2011, p. 21.
5. 1 2 3  寺田裕一『新消えた轍 ローカル私鉄廃線跡探訪 7 北陸』ネコ・パブリッシング、2010年12月29日、9頁。ISBN 978-47770-1091-2。
6. ↑  「日本国有鉄道公示第415号」『官報』1964年9月18日。
7. ↑  “蛸島駅付近に残されている保存車両”.  土曜スペシャル. 2021年9月19日閲覧。
8. ↑  “旧のと鉄道能登線の廃列車（石川県珠洲市）”. 朝日新聞. (2021年2月18日).  オリジナルの2022年2月18日時点におけるアーカイブ。 2021年9月19日閲覧。
9. ↑  “のと鉄道の旧能登線（廃線）のNT102（静態保存車）を再塗装”. 鉄道投稿情報局 (鉄道ホビダス). (2023年10月20日)
10. ↑  “廃線駅舎で芸術祭 石川・珠洲で9～10月”. 日本経済新聞. (2017年5月29日) 2021年2月23日閲覧。
11. 1 2  “天井から生える木、漂着物で出来た鳥居、廃線・旧駅舎使ったアート…能登半島の先端で〝さいはての芸術祭〟「奥能登国際芸術祭2017」”. 産経ニュース. (2017年9月15日) 2021年6月5日閲覧。
12. 1 2  “「さいはて」だけれど本当は「最先端」。奥能登で時空を旅する芸術祭へ。”. Casa BRUTUS (2017年9月14日). 2020年5月3日閲覧。
13. ↑  “最先端、アート発信 9、10月・奥能登国際芸術祭 珠洲で企画発表、祭典アピール”. 北國新聞. (2021年7月16日).  オリジナルの2021年7月16日時点におけるアーカイブ。 2021年8月16日閲覧。

#### 利用状況
1. ↑  石川県企画開発部『昭和50年石川県統計書』（pdf）1977年、130頁。2021年11月3日閲覧。
2. ↑  石川県企画開発部『昭和55年石川県統計書』（pdf）1982年、148頁。2021年11月3日閲覧。
3. ↑  石川県企画開発部『昭和60年石川県統計書』（pdf）1987年、148頁。2021年11月3日閲覧。
4. ↑  石川県企画開発部『昭和61年石川県統計書』（pdf）1988年、148頁。2021年11月3日閲覧。